# ديمين
ديمين Diemen  هي اٍحدى بلديات مقاطعة شمال-هولندا بهولندا.

## طوبوغرافيا
خريطة طوبوغرافية هولندية لبلدية ديمين، 2015، (تقرأ بعد ثلاث نقرات على الخريطة).